# Vasalunds IF
Maillots
Le Vasalunds IF est un club suédois de football basé à Solna en Suède, et fondé en 1934.

## Histoire
Le Vasalunds IF est fondé le 1er février 1934.
De 1977 à 1997, le club évolue constamment en deuxième division suédoise, et ne fait son retour qu'en 2009 pour une saison. Le Vasalunds IF est un club partenaire de l'AIK Solna, basé dans la même ville.

## Personnalités du club

### Anciens joueurs
- Isak Hien